# 草堂北路站
草堂北路站位于中华人民共和国四川省成都市青羊区清江东路与草堂北路交叉口，是成都地铁4号线的地铁车站。

## 车站概要
本站位于清江东路与草堂北路交叉口，沿清江东路呈东西向布置，于2015年12月26日启用。因临近草堂北路而得名，在建设过程中的工程名为“草堂路站”。本站是成都地铁继天府广场站、白果林站后，打造的第三个清廉驿站——“明德车站”。

## 车站构造
本站主体结构为地下二层10米1面2线岛式站台车站，全长264.8米，标准段宽18.7米，深16.2米，西端扩大端宽22.4米，深18.2米。东端扩大端宽23.2米，深17.8米，车站共设计4个出入口、2组风亭。
| 地面              | 0    | 出口 |
| 地下一层          | 站厅 | 自助购票 客服中心                                                                                          |
| 地下二层          | 站台 | \| \| \| 4号线往万盛（西南财大） \| \| 島式 · 開左邊车门 \| \| \| \| \| \| 4号线往西河（中医大·省医院） \| |
|                   |      | 4号线往万盛（西南财大）                                                                                    |
| 島式 · 開左邊车门 |      | |
|                   |      | 4号线往西河（中医大·省医院）                                                                               |

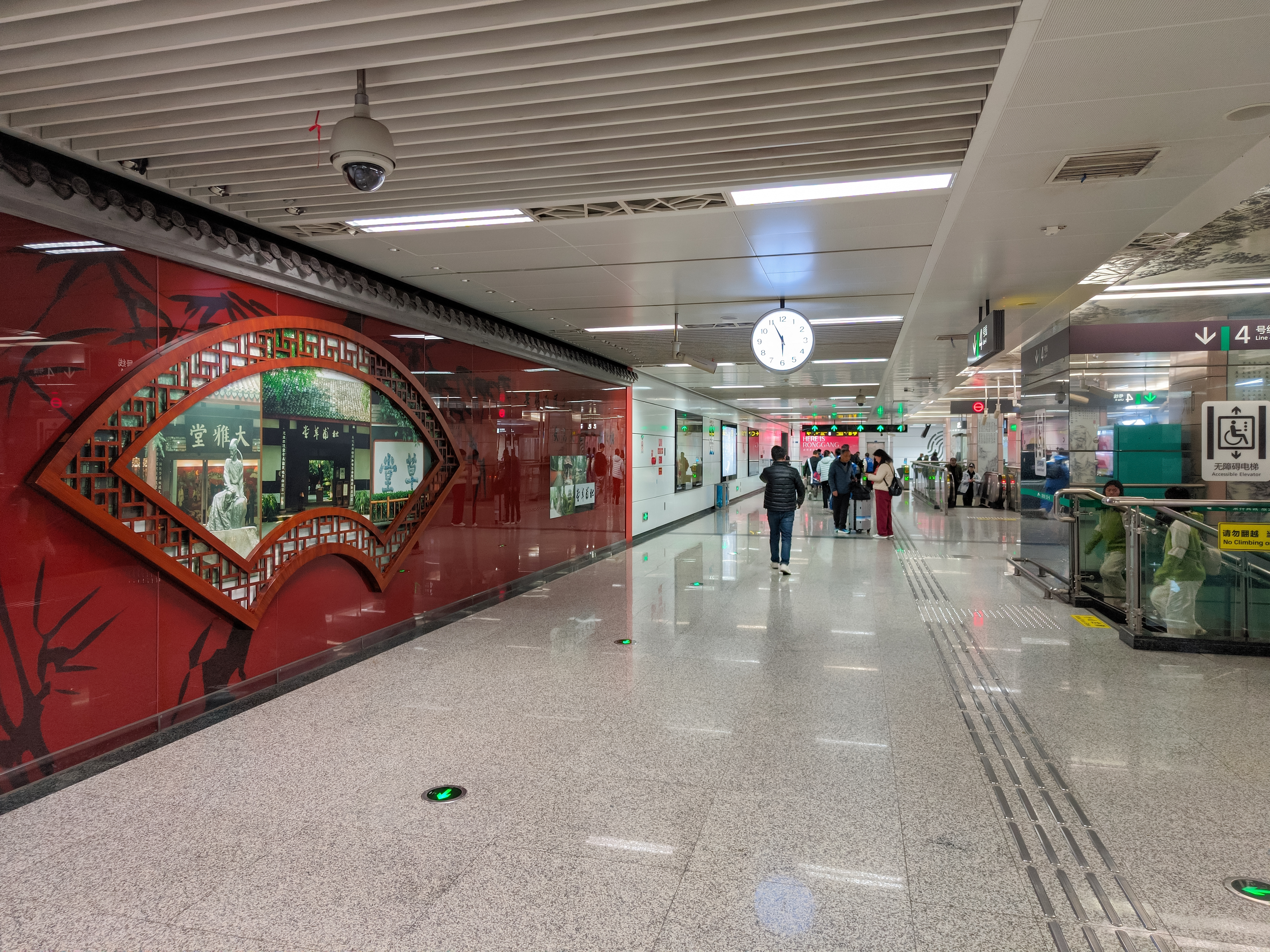
站厅
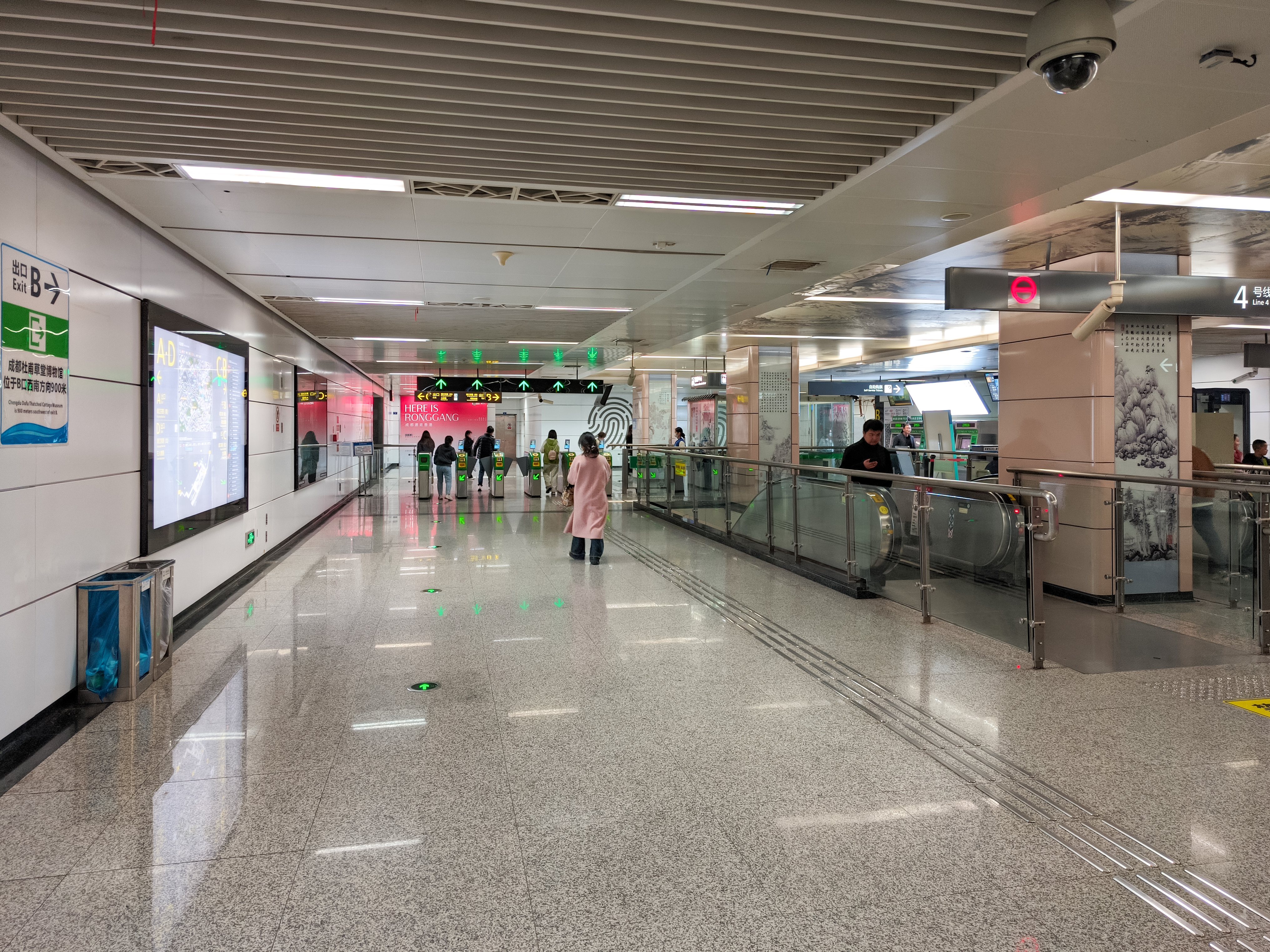
站厅
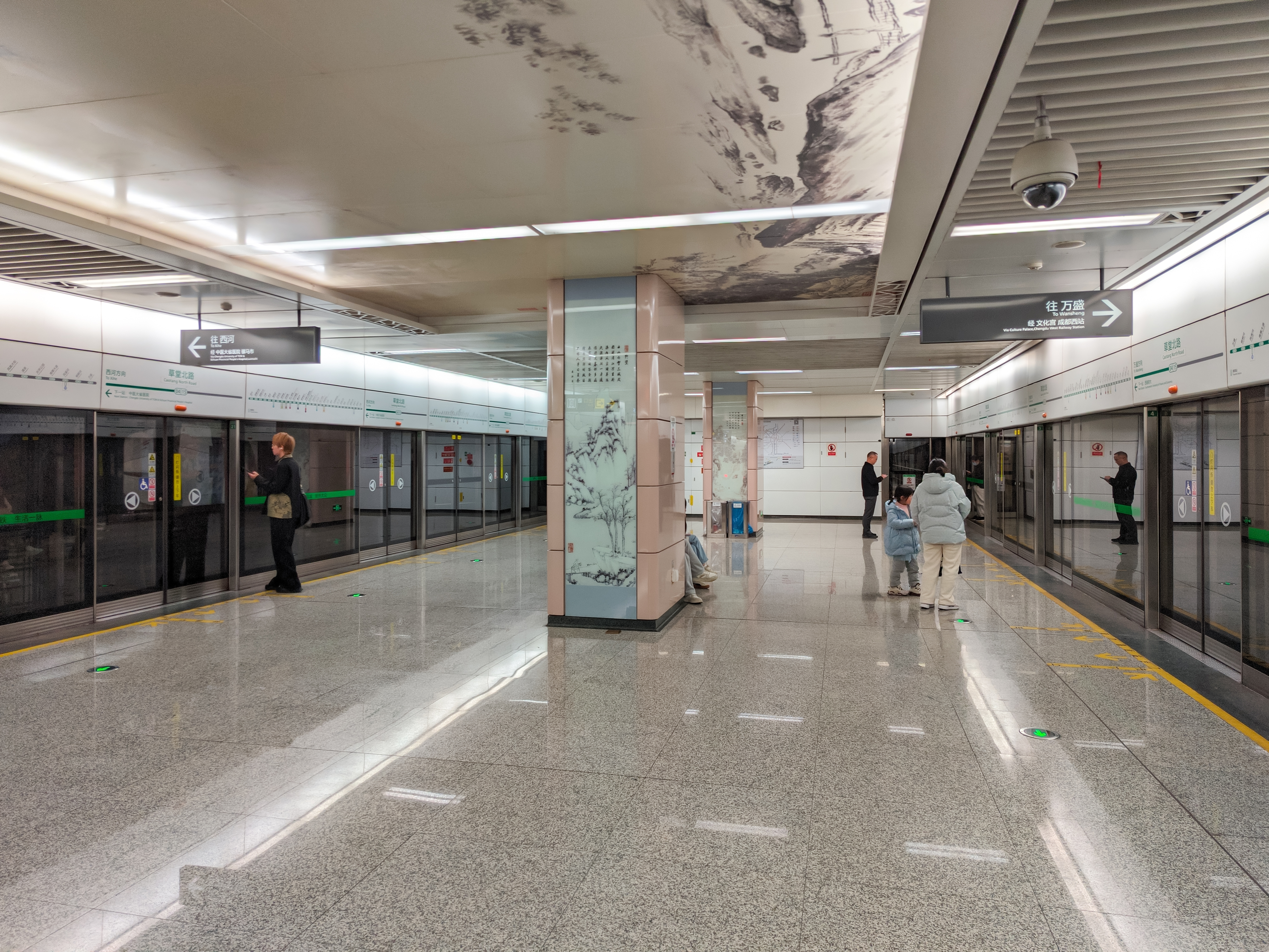
站台

## 内装与公共艺术
本站设计主题：草堂文化。
杜甫草堂是诗人杜甫流寓成都时的故居。本站以“竹简”展开诗歌长卷，国画传递草堂和杜甫诗的意境。

### 艺术墙《草堂印象》
设置于站厅层，传递草堂名片，同时具备旅游导向功能。上附的题词出自杜甫所作《茅屋为秋风所破歌》：“安得广厦千万间，大庇天下寒士俱欢颜。”

### “明德车站”
本站为成都地铁第三个清廉驿站——“明德车站”。“明德”出自儒家经典《大学》，将本站点命名为“明德”站，宗旨在于弘扬光明正大的品德，在于让百姓仁爱敦睦、明理向善，在于使人达到完善的境界。本站与杜甫草堂相邻，明德，人而无德 行之不远——宗旨在于弘扬光明正大的品德，在于让百姓仁爱敦睦、明理向善，与诗圣杜甫“一心为公，心怀百姓”一脉相承。
“明德”车站装饰有“房檐”造型、售票厅贴上了黑白水墨画风格竹子图，及以兰花为主题的文化墙、明德主题包柱，嵌入了梅、兰、竹、荷等象征高洁品格的元素，并仿照杜甫草堂建设“为公”文化墙，体现“以民为本、天下为公”的杜甫文化，倡导“修身、齐家、清廉、爱国”等家国大爱，设置蜂巢造型的“家风墙”，寓意“家”的概念，提倡“孝亲、睦邻、尊师、勤学、诚信、节俭、明礼、仁爱”等家风传承，并与“爱国、清廉、诚信”等12个传统家风美德相结合。

## 出入口
本站目前开放4个出口。
|          |              |                              |      |
| 编号     | 设施         | 指示                         | 照片 |
|          |              | 清江东路                     |      |
| 出口 · B |              | 清江东路、草堂北路、清江南街 |      |
| 出口 · C | 无障碍卫生间 | 清江东路                     |      |
| 出口 · D | 轮椅升降台   | 清江东路、石人南路           |      |

## 公交配套
5路；13路；47路；64路；78路；81路

## 历史
- 2012年12月30日，主体封顶[4]。
- 2015年12月26日，正式启用[1]。
- 2023年7月，本站英文名由Caotang Road North改为Caotang North Road。